# BREM-K
Der BREM-K (russisch Бронированная ремонтно-эвакуационная машина К [колесная]; deutsch: „Gepanzertes Reparatur- und Bergungsfahrzeug [Rad]“) ist ein russischer leichter Bergepanzer. Er basiert auf dem Transportpanzer BTR-80 und wurde in den 1990er Jahren in den russischen Streitkräften eingeführt. Er dient als fahrende Werkstatt und hat die Aufgabe, liegen gebliebene militärische Radfahrzeuge zu reparieren oder abzuschleppen.

## Entwicklungsgeschichte
Das Bergefahrzeug BREM-K wurde in der Gorkowski Awtomobilny Sawod in den 1980er Jahren unter der Leitung von A. Masyagin entwickelt. Im Jahr 1988 wurde der erste Prototyp fertiggestellt, und 1993 wurde das Fahrzeug beim russischen Heer eingeführt.

## Technik
Der Bergepanzer hat den achträdrigen 8×8-Transportpanzer BTR-80 als Basis, somit weist die Konstruktion starke Überschneidungen mit dem Ursprungsfahrzeug auf. Der amphibische BREM-K verfügt über eine Wasserstrahlantriebseinheit am Fahrzeugheck, mit welchen Geschwindigkeiten von maximal 9 km/h im Wasser erreicht werden können. Der BREM-K kann sich sowohl bei eingeschaltetem als auch bei ausgeschaltetem Motor über längere Zeit im Wasser befinden, während alle Bordsysteme betriebsbereit bleiben.
Der BREM-K  wird von einem wassergekühlten JaMZ-240-Turbodieselmotor (Viertakt) mit 260 PS (191 kW) angetrieben. Der im Fahrzeugheck positionierte V-12-Motor hat einen Hubraum von 22.299 cm³ und erbringt ein maximales Drehmoment von  1.275 N·m bei 1.500/min. Die Bewaffnung umfasst ein 7,62-mm-PKT-Maschinengewehr zur Selbstverteidigung gegen Boden- und Luftziele. Zudem verfügt der BREM-L über diverse Nebelmittelwurfbecher.

## Bergetechnik
Der BREM-K ist mit einer Zugwinde zum Ziehen von manövrierunfähigen Fahrzeugen ausgestattet. Um das Fahrzeug am Boden zu stabilisieren und zu fixieren, ist es mit zwei hydraulische absenkbaren Abstützungen an der Fahrzeugfront ausgestattet, die vom Fahrersitz aus bedient werden. Mithilfe einer Anhängerkupplung können liegen gebliebene Fahrzeuge gezogen werden. Um Lasten anzuheben, kann ein Turm an der Vorderseite des Fahrzeuges montiert werden, der mit der Winde verbunden werden kann. Lasten von maximal 1,5 Tonnen können damit gehoben werden. Ein Schweißgenerator, der im Innenraum untergebracht ist und vom Motor über einen Riemenantrieb angetrieben wird, ermöglicht die Durchführung von Schweißarbeiten. Auf dem Bergefahrzeug befindet sich eine Ladepritsche, in der Ausrüstungs- und Ersatzteilmaterial mitgeführt werden kann.

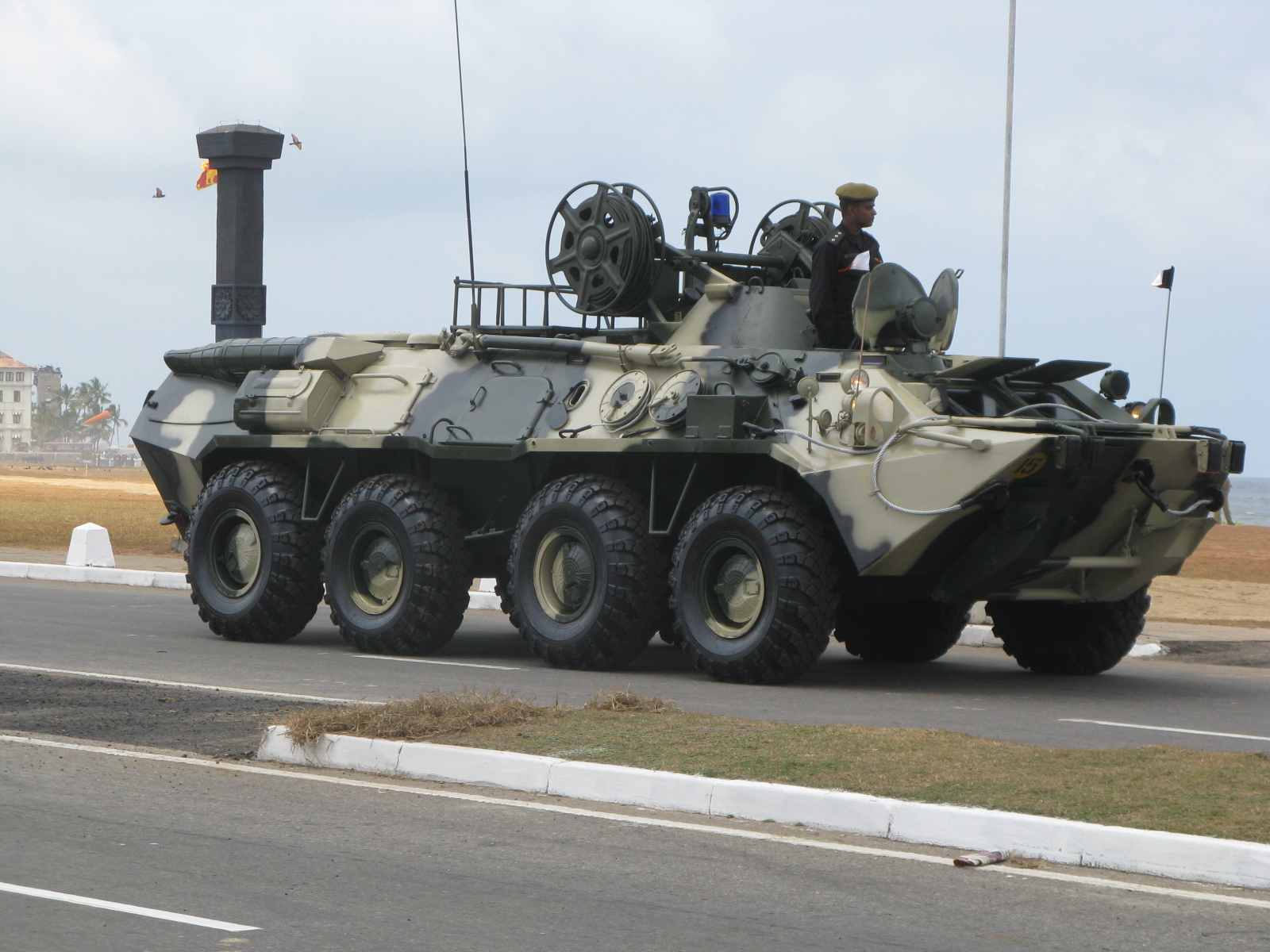
BREM-K der Streitkräfte Sri Lankas
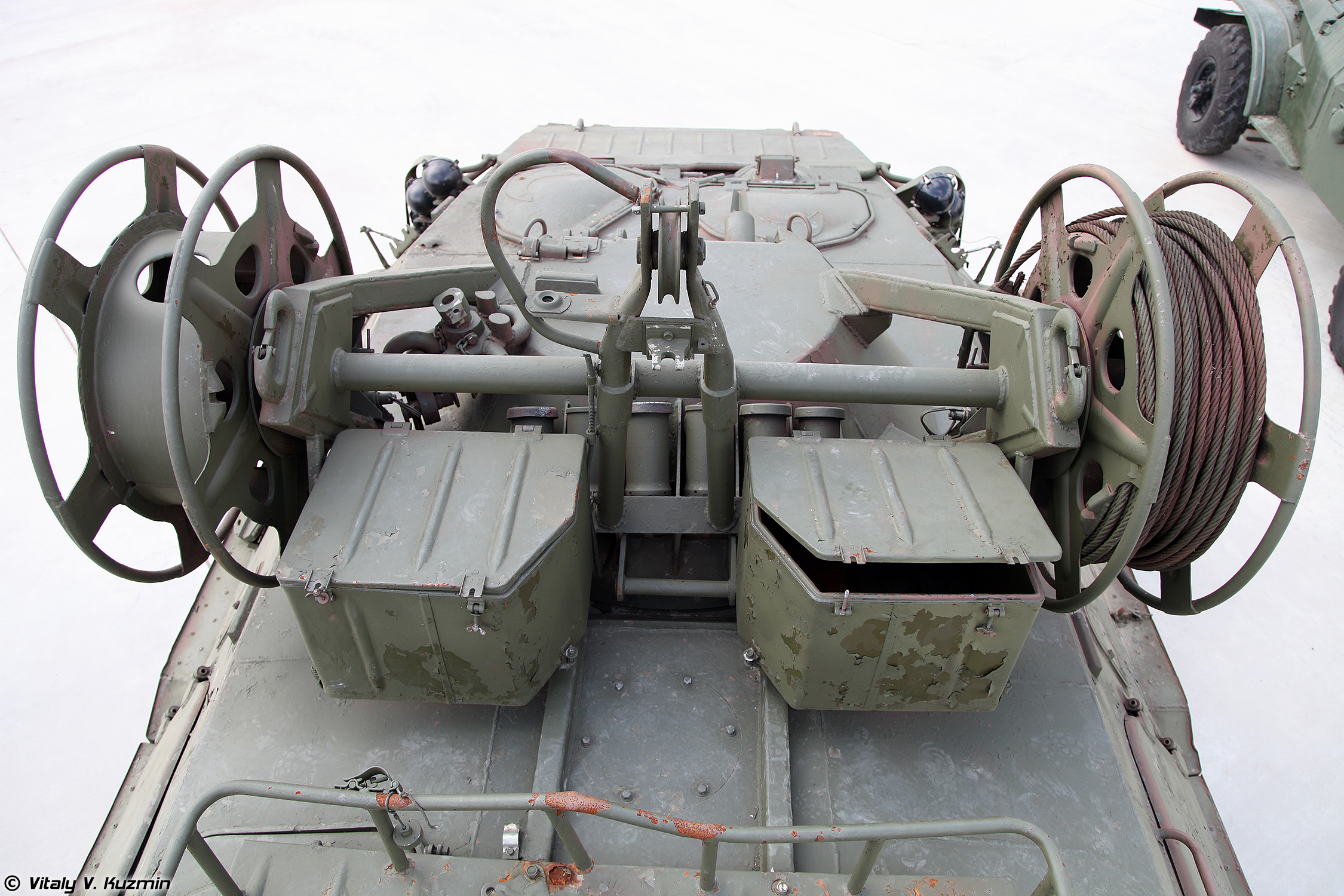
Die Winde auf dem BREM-K
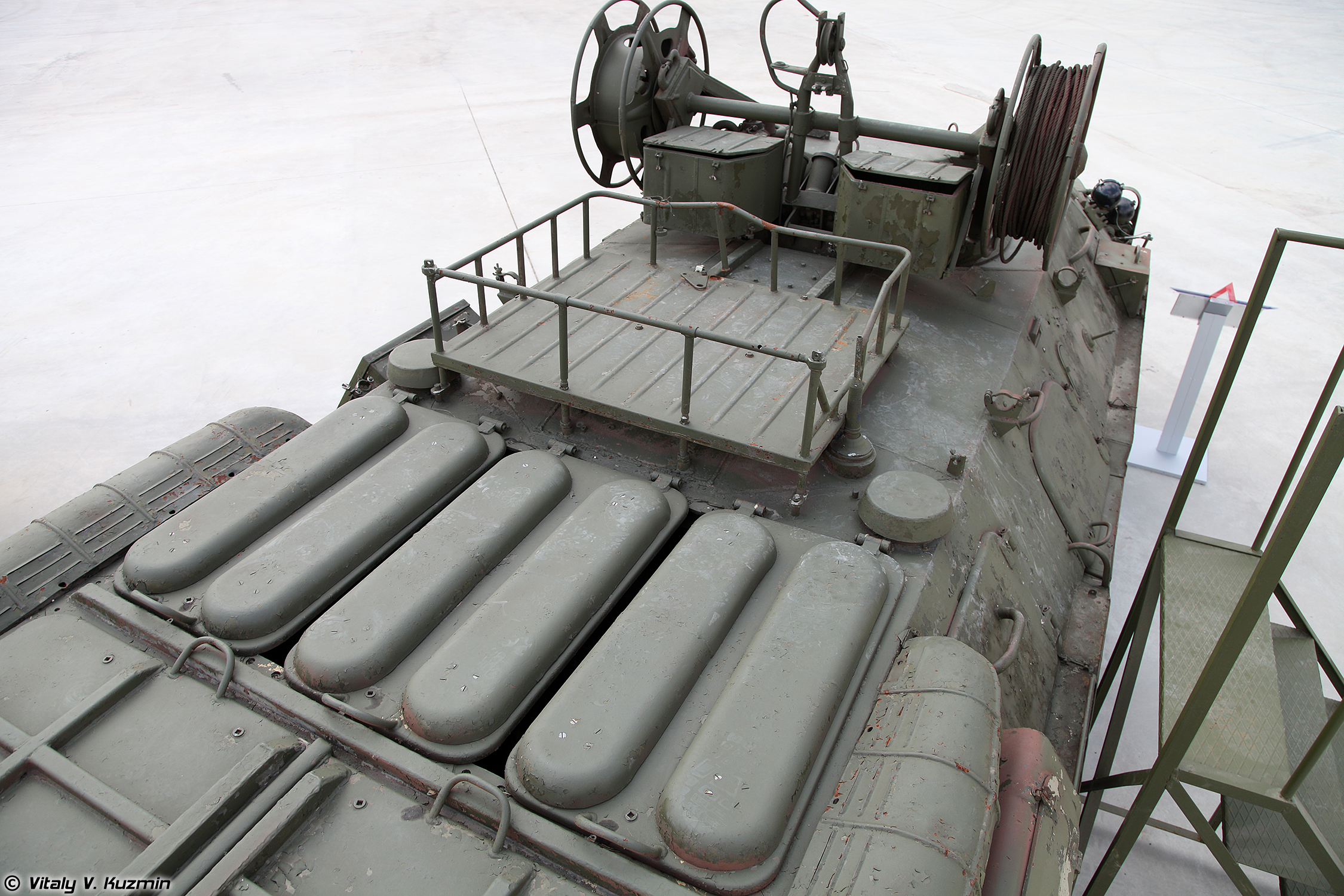
Die Ladepritsche des BREM-K
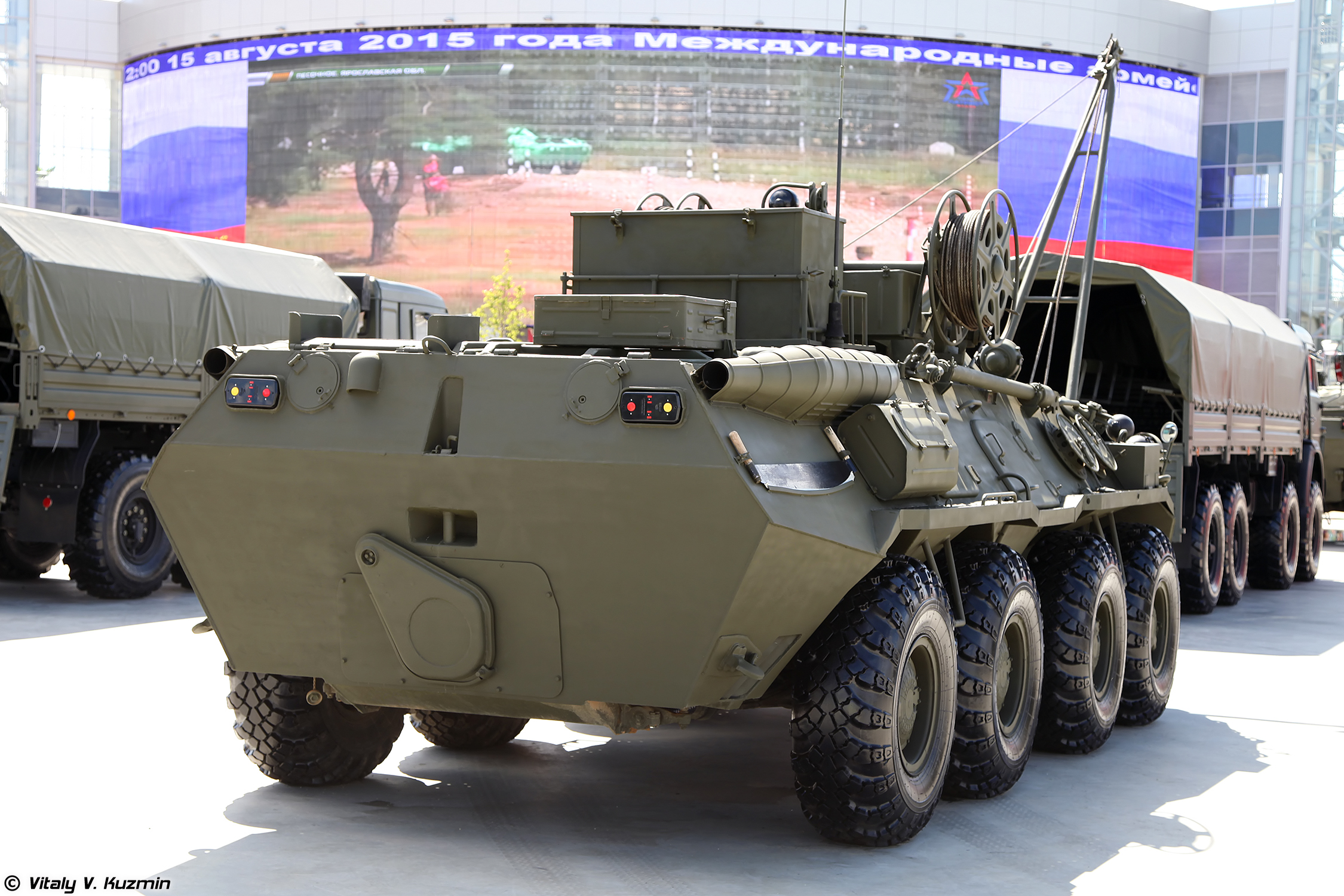
Das Fahrzeugheck; gut erkennbar ist der Wasserstrahlantrieb, der auf diesem Foto von der beweglichen Schutzabdeckung verdeckt ist
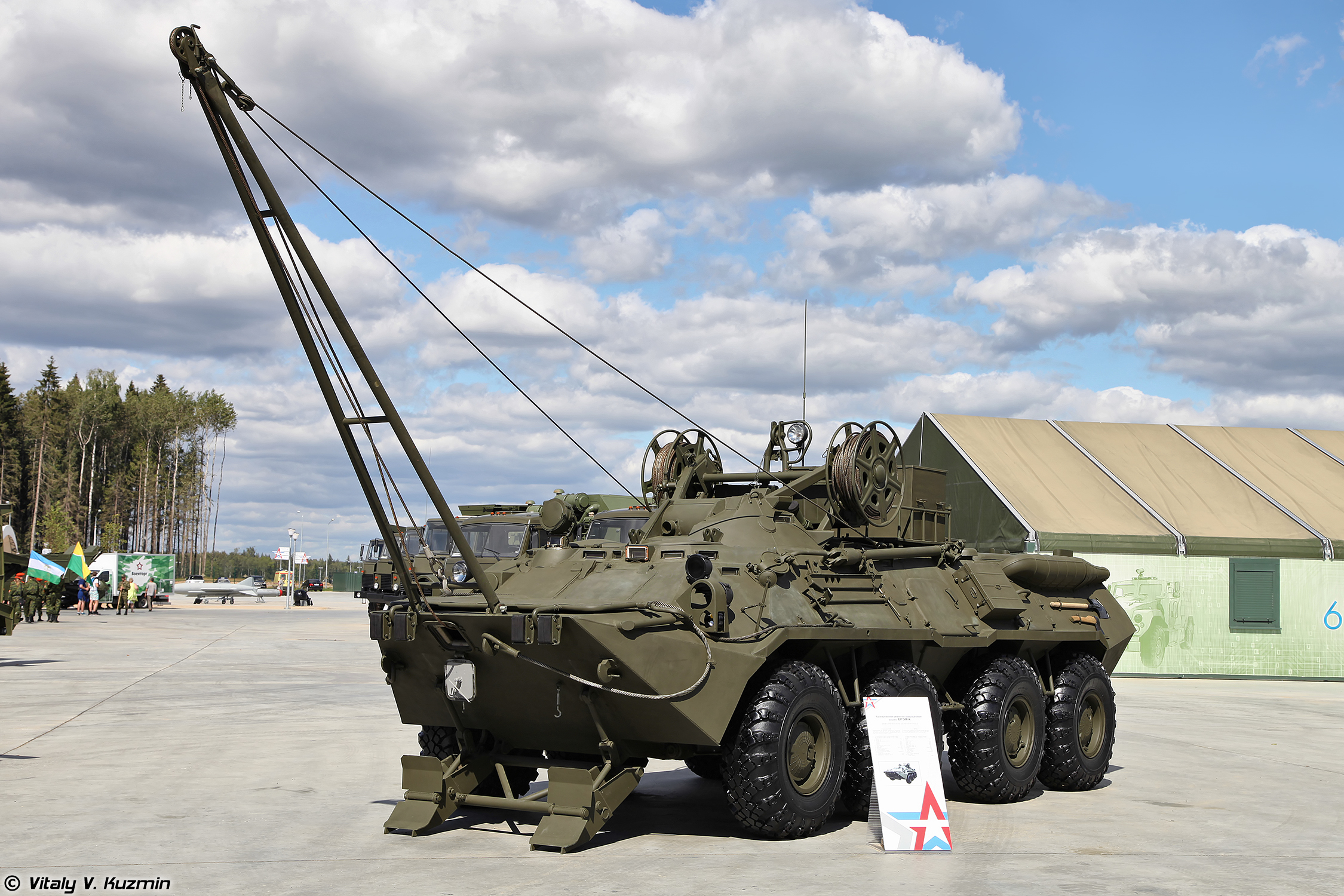
Mit ausgefahrenen Hydraulikstützen